# .uz
.uz este un domeniu de internet de nivel superior, pentru Uzbekistan (ccTLD).